# 4182 Mount Locke
4182 Mount Locke је астероид главног астероидног појаса чија средња удаљеност од Сунца износи 2,797 астрономских јединица (АЈ).
Апсолутна магнитуда астероида је 12,2.